# Эль-Карче

Область Эль-Карче в регионе Мурсия

Эль-Ка́рче (исп. El Carche, кат. El Carxe) — горная малонаселенная область в регионе Мурсия, Испания, расположенная между муниципалитетами Хумилья и Йекла. Высота гор достигает 1371 м (Пико-де-ла-Мадам). Часть области имеет статус регионального парка. Границы парка очерчены тремя деревнями: Распай, Ла Альберквилья и Карче с общим населением в 182 жителя (2005).

## Другие значения
Название «Карче» относится также к более широкой территории площадью около 300 кв.км. в регионе Мурсия, включающей муниципалитеты Йекла, Хумилья и Абанилья с городами, в которых часть населения говорит на валенсийском языке. На этой территории проживают 533 человека (2005).
Карче, это ещё и название местечка, по занимаемой площади превосходящей город в регионе, но с самым маленьким населением.

## Валенсийский язык в Мурсии
После социолингвистического исследования, проведенного Пере Барнильс и Антони Гриера, опубликовавшим его результаты в Диалектес (1919), Эль-Валенсия (1921) и Бутльети де Диалектоложия Каталана VII, об Эль-Карче стало известно впервые как области, где говорят на валенсийском языке.
Позже, Мануэль Санчес и Гуарнер детально проанализировал отличительные черты местного диалекта. Хотя валенсийский язык не является официальным языком в Мурсии, Валенсия Лингвистическая Академия Валенсии организует уроки этого языка в Йекле по просьбе местных муниципалитетов.

## История
После изгнания морисков в XVII веке, большая часть Йеклы, Хумильи и Абанильи обезлюдели. Эти области использовались в качестве пастбищных земель с 1878 по 1887 год, а затем для нужд сельского хозяйства (в основном, виноградарства).
С тех пор эти области заселялись мигрантами и сельскохозяйственными рабочими из соседней долины Виналопо в провинции Аликанте, особенно из области вокруг города Пиносо, говорившими на валенсийском языке. Они селились в Албанилье и Рахе, Карраскальехо, Лос-Пинильос и дальше на север, почти до Йеклы, и всегда в окрестностях горы Карче. Ими было основано около 20 сел и местечек, которым так и не удалось получить автономию от муниципалитетов Йеклы и Хумильи.

## Демография
В связи со значительной эмиграцией, главным образом, вызваной сельскохозяйственным кризисом, население области Эль-Карче, составлявшее около 3000 человек в 1950 году, в настоящее время насчитывает 500 человек. Некоторые из деревень сегодня полностью заброшены. Большинство жителей, по-прежнему работающих в Эль-Карче, живут в Йекле и Хумилье в Мурсии и в Пиносо в Валенсии.
Население в области распределено следующим образом: муниципалитет Хумилья, 352 чел., муниципалитет Йекла, 129 чел., муниципалитет Албанилья, 152 чел.